# Decaisnina djamuensis
Decaisnina djamuensis là một loài thực vật có hoa trong họ Loranthaceae. Loài này được (Krause) Barlow mô tả khoa học đầu tiên năm 1974.